# قازمالار (اغوز)
قازمالار (به لاتین: Kazmalar) یک منطقه مسکونی در جمهوری آذربایجان است که در شهرستان اغوز واقع شده‌است.